# Maria-Hilf-Kirche (Murnau am Staffelsee)

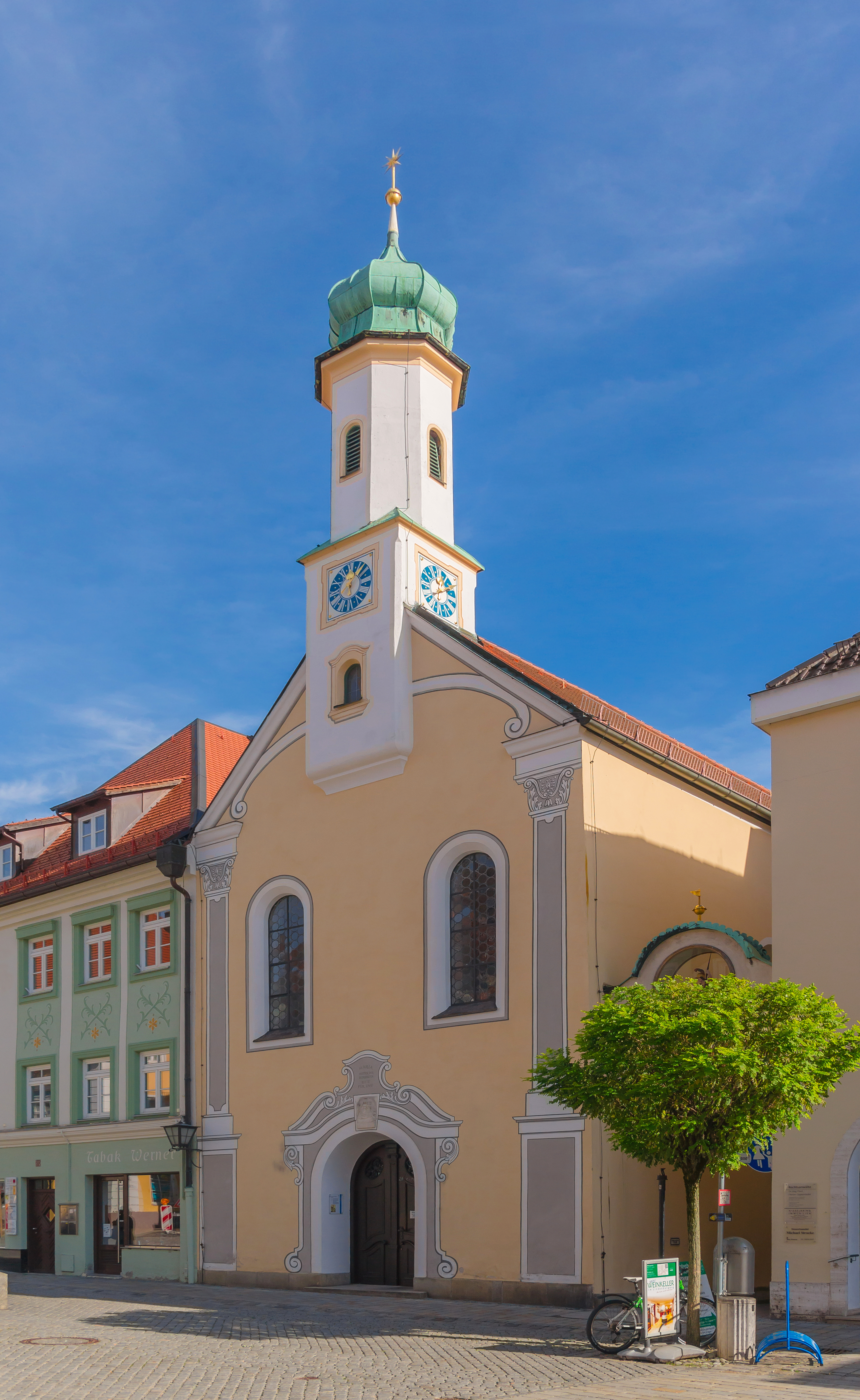
Maria-Hilf-Kirche von Südwesten

Die katholische Filialkirche Maria Hilf steht im oberbayerischen Markt Murnau am Staffelsee im Landkreis Garmisch-Partenkirchen. Das denkmalgeschützte Gotteshaus gehört als Teil der Pfarrei St. Nikolaus Murnau zum Dekanat Benediktbeuern im Bistum Augsburg. Die Adresse lautet Untermarkt 5.

## Geschichte
Die Kirche Maria Hilf wurde nach dem Dreißigjährigen Krieg in den Jahren 1653–1655 errichtet, jedoch bereits 1703 wieder von kaiserlichen Truppen zerstört. 40 Jahre nach dem Wiederaufbau von 1703 bis 1734 folgte die nächste Demolierung beim großen Brand von Murnau im Jahr 1774. Erneut entschied man sich zum Wiederaufbau, sodass die heutige Kirche entstand.
Im Jahr 1988 wurde das Gotteshaus saniert.

## Beschreibung und Ausstattung
Die giebelständige barocke Saalkirche besitzt einen Polygonalchor und auf der Marktseite einen Giebelreiter mit Zwiebelhaube. In ihr ist eine Jahreskrippe aufgestellt.

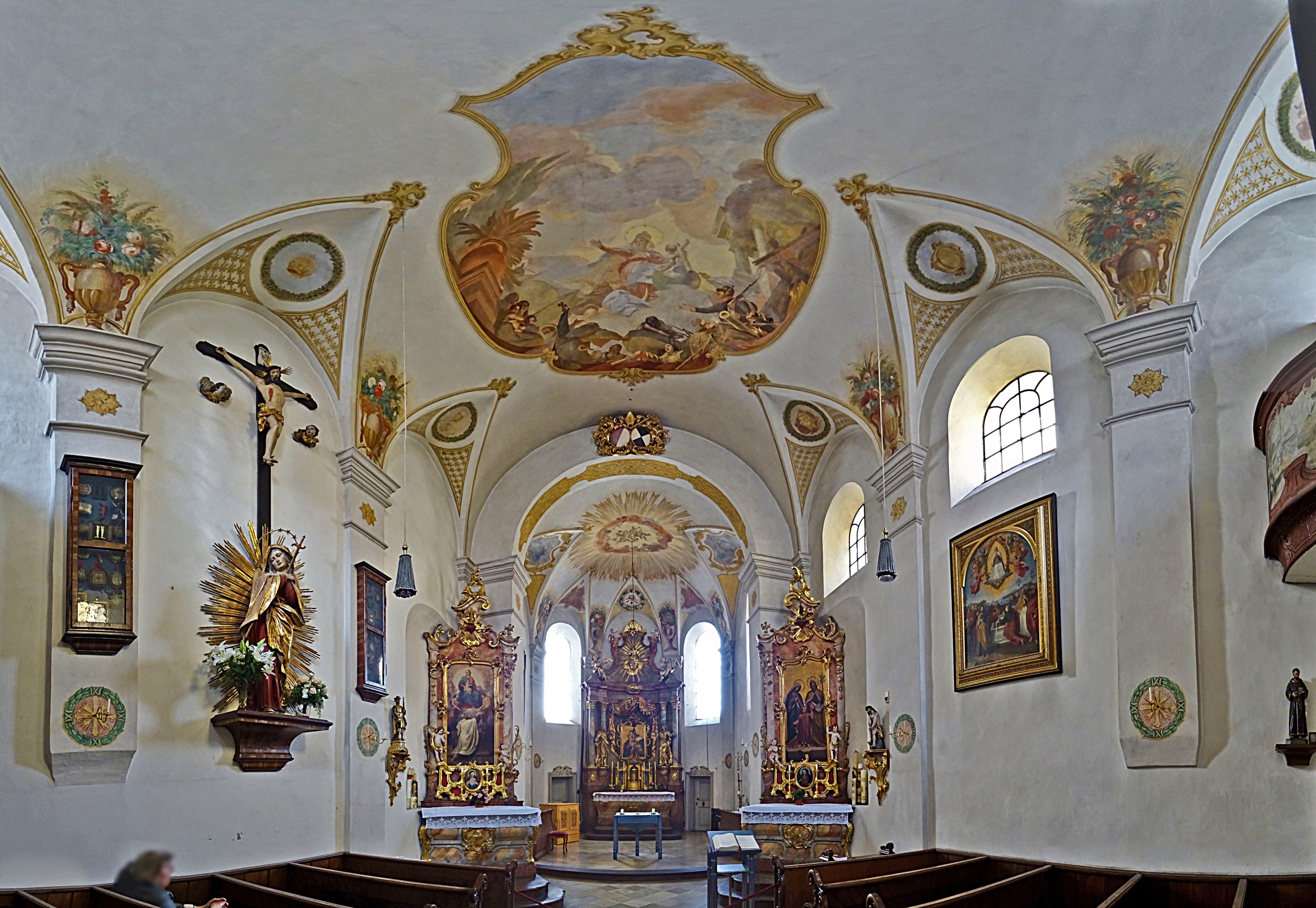
Innenansicht
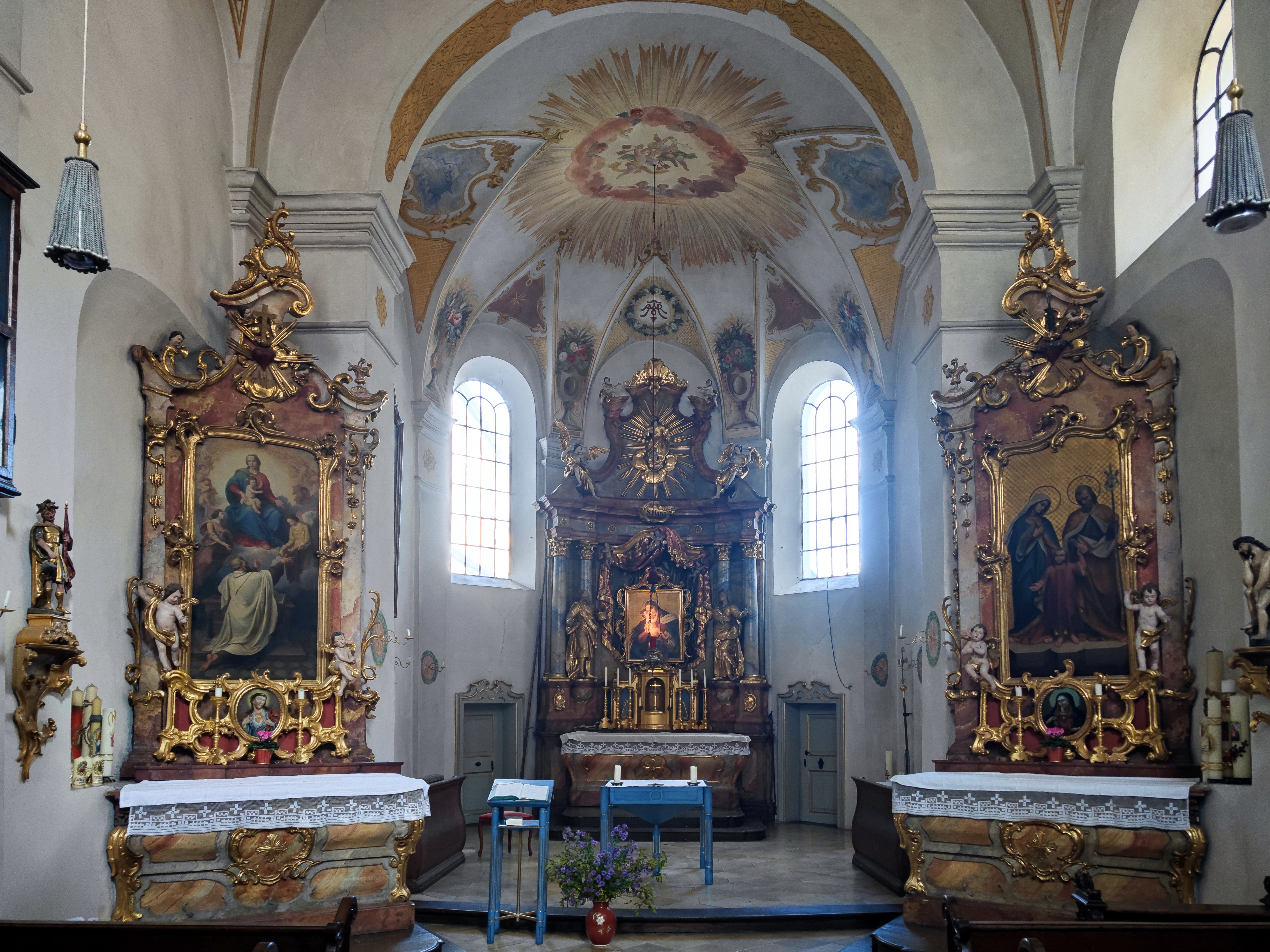
Altarraum
Blick zur Empore
Fresken im Chor
Fresken im Langhaus